# Capitan Erik
Capitan Erik è una serie a fumetti pubblicata in Italia sulla rivista Il Giornalino negli anni settanta, ideata da Claudio Nizzi e dai disegnatori Ruggero Giovannini e Attilio Micheluzzi.

## Storia editoriale
Dopo essere stata pubblicata a episodi sul Giornalino dal 1972 al 1990, l'opera venne raccolta in varie edizioni a volumi sia in Italia che all'estero.
Nel 2016 la casa editrice Allagalla ha raccolto nel volume Capitan Erik: il vagabondo dei mari, sette episodi disegnati da Giovannini; , a cui sono seguiti i volumi Diamanti (2017),  Caraibi (2019) e Vittoria (2019) che raccolgono tutte le storie disegnate da Micheluzzi.

## Trama
Il protagonista, Erik O. Eriksen, è il capitano di una nave chiamata Adventurer; è un tipo molto originale, alto e con dei capelli lunghi e rossi legati sul fianco destro, amante della lettura dei testi di autori classici dell'antica Grecia come Erodoto e Plutarco e, nonostante la nave sia adibita al trasporto, il capitano sottolinea che loro non sono commercianti in quanto non ricercano la ricchezza ma solo quel che basta per vivere dignitosamente. L'equipaggio è composto da uomini dal passato tormentato, come Otomar Svodoba, un boemo ex suonatore di violino ed ex ladruncolo, timido e ipocondriaco, o come Sotiris Sikelianos, un greco ex scassinatore e appassionato di gioco d'azzardo, o anche Felipe Menendez, addetto alle comunicazioni ed ex matador; altri personaggi sono Ivan e Wladimir Nikjtin, due gemelli cosacchi, ex spie del KGB.